# Hermann Olshausen
Hermann Olshausen (ur. 21 sierpnia 1796 w Bad Oldesloe, zm. 4 września 1839 w Erlangen) – niemiecki teolog.

## Życiorys
Olshausen urodził się w Bad Oldesloe na terenie Holsteinu. Uczył się na Uniwersytecie Chrystiana Albrechta w Kilonii (1814) oraz Uniwersytecie Berlińskim (1816), gdzie duży wpływ na jego światopogląd wywarli Schleiermacher i Neander. W 1817 otrzymał nagrodę za Melanchthons Charakteristik aus seinen Briefen dargestellt (1818). Ta praca zwróciła uwagę pruskiego Ministra ds. Wyznania Publicznego, dzięki czemu w 1820 został privatdozentem w Berlinie. W 1821 został profesorem nadzwyczajnym Uniwersytetu w Królewcu, a w 1827 uzyskał tytuł profesora. W 1834 został profesorem Uniwersytetu Fryderyka i Aleksandra w Erlangen (Friedrich-Alexander-Universität Erlangen). 
Olshausen prowadził katedrę egzegezy Nowego Testamentu. Jest autorem Biblischer Kommentar über sämtliche Schriften des Neuen Testaments („Biblijne komentarze do kompletnego tekstu Nowego Testamentu”), które zostały uzupełnione i przejrzane przez Ebrarda i Wiesingera. Elementem przygotowania do napisania tej pracy było stworzenie innych dzieł: Die Echtheit der vier kanonischen Evangelien, aus der Geschichte der zwei ersten Jahrhunderte erwiesen (1823), Ein Wort über tieferen Schriftsinn (1824) i Die biblische Schriftauslegung (1825).

## Bracia
Jeden z braci Hermanna Olshausena, Theodor, był politykiem, a drugi, Justus, orientalistą.